# Cultura di Hallstatt
La cultura di Hallstatt (1200 a.C. - 500 a.C.) è stata una cultura dell'Europa centrale dell'età del bronzo e degli inizi dell'età del ferro. Prende il nome dalla cittadina di Hallstatt, nei pressi di Salisburgo (Salzkammergut), nei dintorni della quale è stato rinvenuto il sito tipo attribuito a tale cultura.

## Il sito

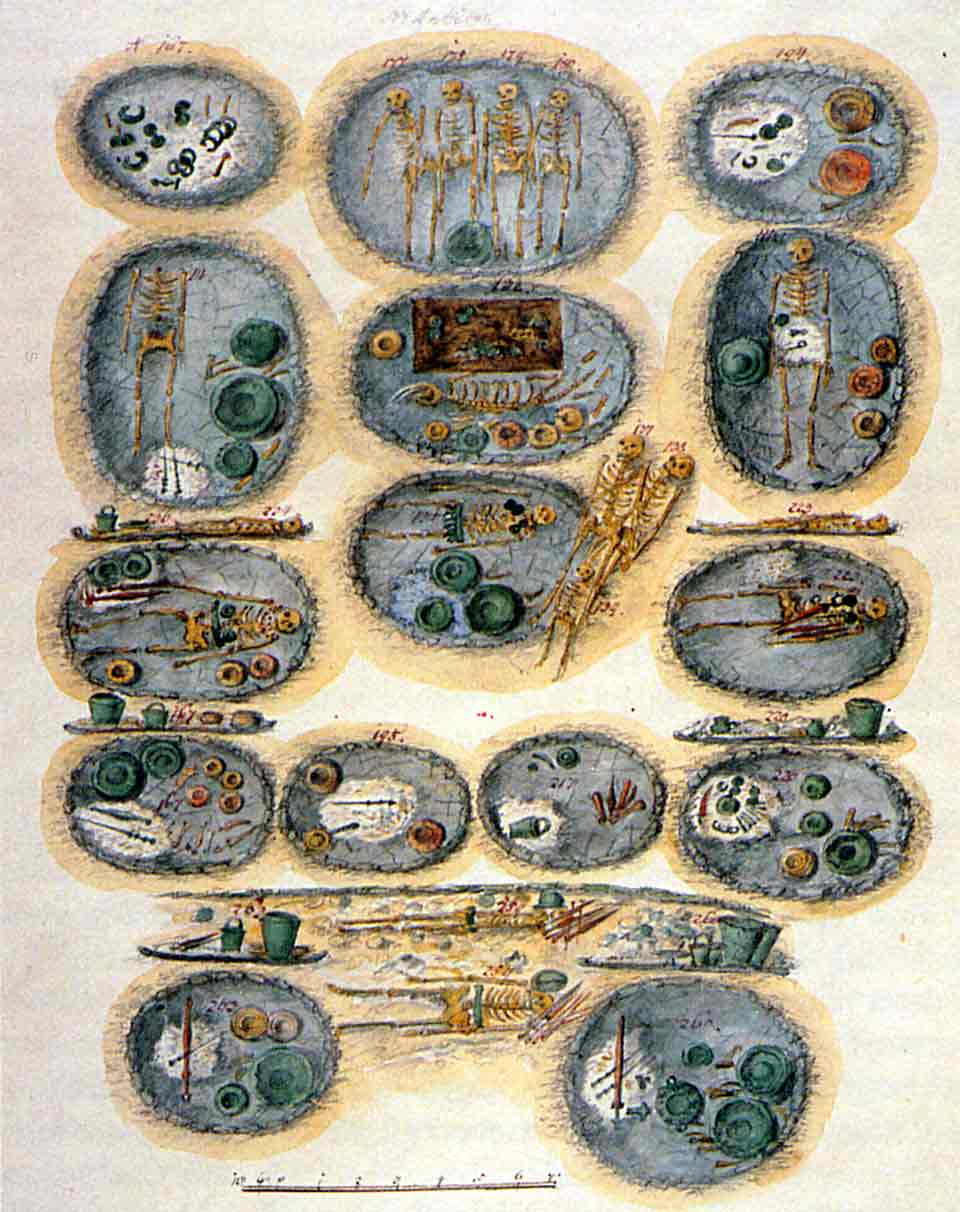
Tombe della cultura di Hallstatt in un disegno d'epoca

Nel 1846 Johann Georg Ramsauer, direttore delle locali miniere, scoprì una grande necropoli preistorica del I millennio a.C. Gli scavi proseguirono nella seconda metà del XIX secolo, fino al 1876, ad opera dall'Accademia delle scienze di Vienna, portando alla scoperta di oltre mille tombe con una ricca suppellettile funeraria. Gli oggetti si erano conservati particolarmente bene a causa della salinità del suolo.
Lo stile e la decorazione degli oggetti rinvenuti erano fortemente caratteristici e oggetti simili erano diffusi in gran parte dell'Europa. A causa dell'importanza della scoperta il sito diede il nome alla fase più antica dell'età del ferro nella cronologia elaborata nel 1872 dall'archeologo svedese Hans Hildebrand, mentre la fase più recente dell'età del ferro prendeva il nome dal sito di La Tène (Cultura di La Tène).
Gli abitanti del sito sfruttarono le miniere di salgemma esistenti nell'area, da cui si ricavava il sale, indispensabile ovunque per la conservazione dei cibi e che comportava intensi scambi commerciali. Il sito declinò con l'inizio dello sfruttamento delle vicine miniere di Hallein e fu abbandonato per una frana nel IV secolo a.C.
Nella necropoli le sepolture a inumazione sono di poco più numerose di quelle a incinerazione.

## Le fasi
La cultura di Hallstatt si sviluppò tra il XIII e il VI secolo a.C., come probabile evoluzione della "cultura dei campi di urne" a cui inizialmente si sovrappone, e fu suddivisa in quattro fasi principali:
- Hallstatt A e Hallstatt B corrispondono alla tarda età del bronzo (1200-800 a.C. ca.)
- Hallstatt C corrisponde agli inizi dell'età del ferro (800-600 a.C. ca.) e alle tombe a tumulo principesche
- Hallstatt D (600-500 a.C. ca.) l'area occidentale, probabilmente in connessione con il commercio verso il Mediterraneo, acquista una maggiore importanza

La ceramica e gli oggetti di ornamento presentano ugualmente significative differenze tra i diversi periodi.
La cultura di Hallstatt è collegata alla formazione dei Protocelti.

## La diffusione

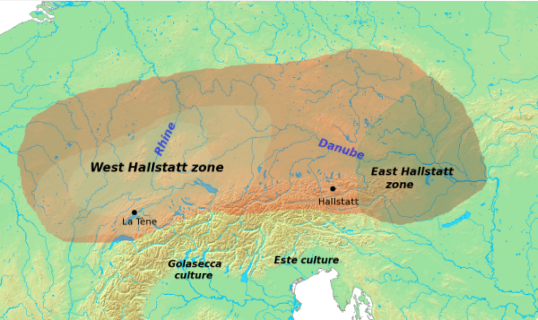
Collocazione della Cultura di Hallstatt (XIII-VI secolo a.C.).

Si possono inoltre distinguere in questa cultura un'area orientale (Croazia, Slovenia, Ungheria occidentale, Austria, Moravia, Slovacchia) e un'area occidentale (Italia settentrionale, Svizzera, Francia orientale, Germania e Boemia).
Gli scambi commerciali e i movimenti migratori delle popolazioni diffusero ulteriormente la cultura di Hallstatt nella metà orientale della penisola iberica e nelle isole britanniche.

## Contatti commerciali
Il commercio con la Grecia, che probabilmente si svolgeva a partire dalla colonia di Massalia (Marsiglia) è attestato dal ritrovamento di vasi in ceramica a figure nere di stile Attico nelle tombe più ricche delle fasi più tarde. Sono attestate inoltre importazioni di lussuose opere toreutiche dall'Etruria.
Si importavano inoltre ambra, avorio e vino. Alcuni ritrovamenti avevano fatto pensare alla presenza di importazioni di tessuti di seta dall'oriente, ma analisi recenti hanno smentito questa ipotesi. Dal sud veniva importata una tintura rossa.

## I tumuli principeschi

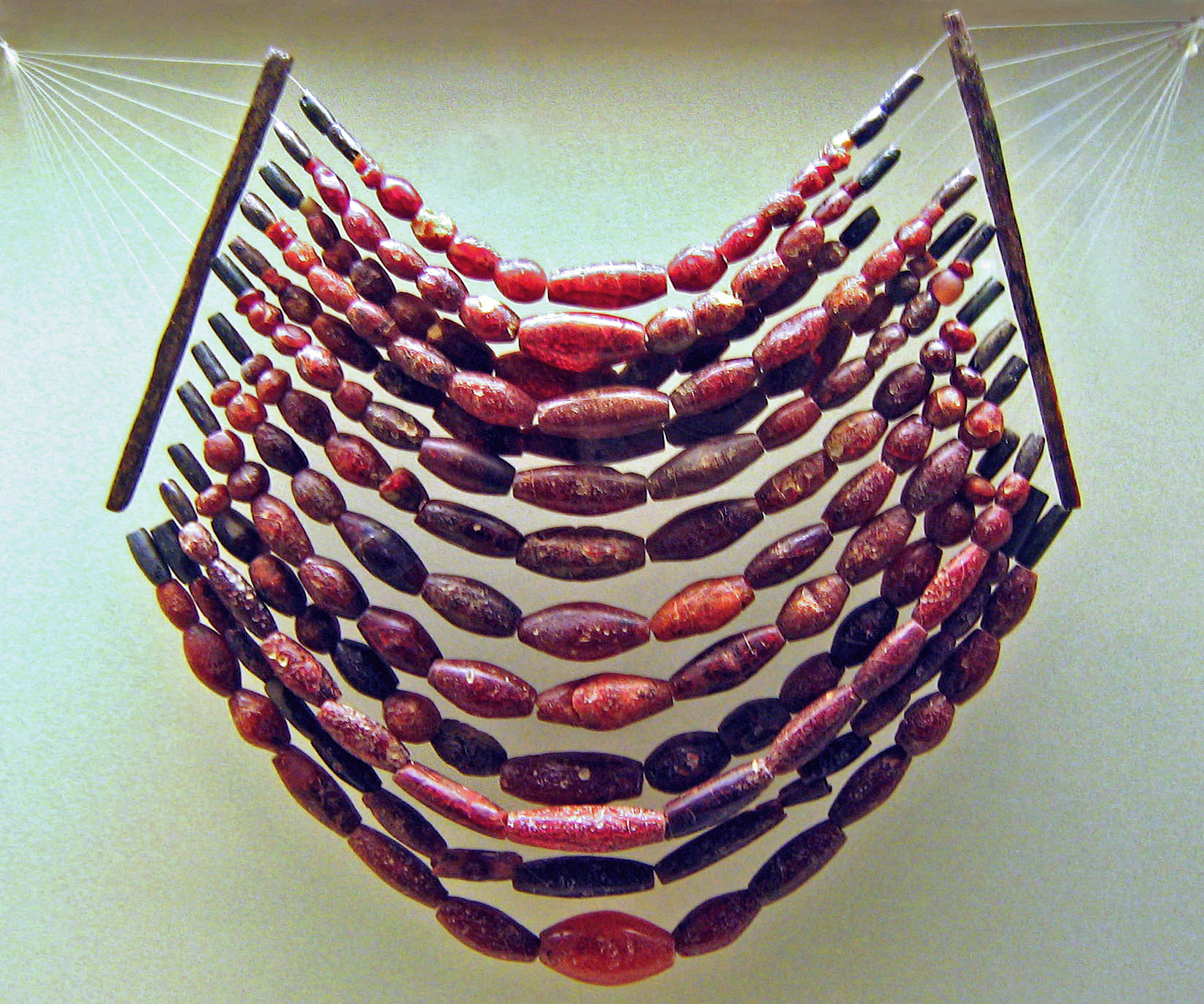
Girocollo in ambra.

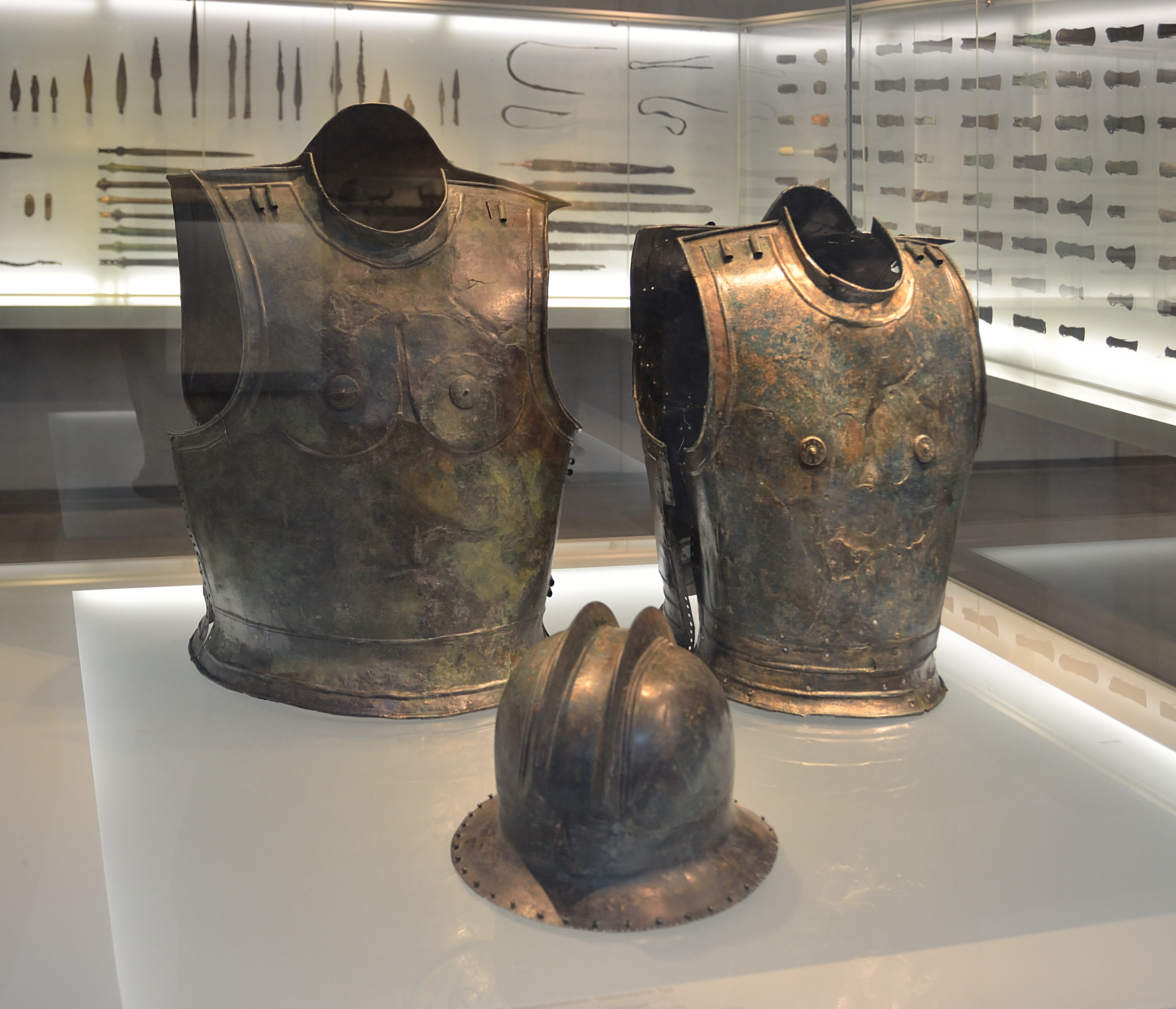
Corazze ed elmo dall'Austria

Nelle zone centrali della cultura di Hallstatt si rinvennero tombe particolarmente ricche sotto grandi tumuli, riferibili cronologicamente alla fase finale di questa cultura. Ai tumuli sono associati abitati fortificati in altura. I corredi presentano spesso beni di lusso di importazione, che testimoniano dei numerosi contatti commerciali. Le tombe contengono spesso carri da guerra a quattro ruote e finimenti da cavallo. Tra gli esempi più noti si possono citare i tumuli di Býčí Skála ("Roccia del Toro"), di Vix e di Hochdorf an der Enz. Un modello di carro da guerra fatto in piombo è stato rinvenuto nel sito di Frögg, in Carinzia.
I siti fortificati comprendono spesso officine per la lavorazione del bronzo, dell'argento e dell'oro. Si possono citare i siti di Heuneburg, nell'alta valle del Danubio, nella cui necropoli sono stati rinvenuti nove grandi tumuli, di Mont Lassois presso Châtillon-sur-Seine, nella Francia orientale, con la ricca tomba di Vix, e di Molpir nella Repubblica Ceca.
Di particolare pregio artistico gli elaborati gioielli di bronzo e di oro, e le stele scolpite, come il celebre guerriero di Hirschlanden.